# Howard Stern
Howard Allan Stern (sinh ngày 12/1/1954) là nam ca sĩ, diễn viên, phát thanh viên, nhà sản xuất phim ảnh người Mỹ. Ông được biết đến nhiều qua vai trò MC cho chương trình The Howard Stern Show trên đài radio.